# Гаев, Николай Степанович
Николай Степанович Гаев (26 июля 1921, Курганский уезд, Челябинская губерния — 17 декабря 2001, Алма-Ата) — советский и казахстанский художник-график. Заслуженный деятель искусств Казахской ССР (1963), Народный художник Казахской ССР (1980). Член Союза художников СССР и Союза художников Казахстана (с 1959). Участник в Великой Отечественной войны, гвардии капитан.

## Биография
Родился 26 июля 1921 года в д. Медвежье Медвежьевского (Новозаворинского) сельсовета Чинеевской волости Курганского уезда Челябинского районного Управления на правах губернского органа, подчинённого Революционному Совету 1-й Армии Труда РСФСР. Ныне деревня упразднена, территория находится в Чинеевском сельсовете Юргамышского района Курганской области.
В июне 1941 года окончил с отличием Свердловское художественное училище. В ноябре 1941 года был призван в Рабоче-крестьянскую Красную Армию и направлен на учёбу в Черкасское пехотное училище (которое к тому времени было эвакуировано с Украины в Свердловск). Окончил училище в июне 1942 года и в звании лейтенанта направлен на Калининский фронт в 64-й гвардейский стрелковый полк 21-й гвардейской стрелковой дивизии 39-й армии. Принимал участие в Великой Отечественной войне. 6 июля 1942 года 39-я армия попала в окружение. После выхода из окружения из пулемётной роты Н. С. Гаева осталось всего четыре человека, остатки дивизии были направлены на переформирование в Загорск, затем 21 дивизия была направлена в район Звенигорода и снова на Калининский фронт. В ноябре 1942 года в составе 3-й ударной армии участвовал в боях за освобождение Великих Лук. Н. С. Гаев был сначала на должности командира пулемётного взвода, затем командира пулемётной роты, адъютанта командира полка и командира стрелковой роты.
В июле 1943 года вступил в ВКП(б), в 1952 году партия переименована в КПСС.
5 сентября 1943 года под Птахинской высотой (ныне Великолукский район Псковской области) командовал разведкой боем. При отходе после выполнения боевого задания был тяжело ранен в живот осколком разорвавшейся мины и отправлен на излечение в ЭГ № 3076 в г. Иваново. После выздоровления был уволен в запас как инвалид III группы и уехал к родителям в Курганскую область.
В январе 1945 года был вновь призван в ряды Рабоче-крестьянской Красной Армии и направлен в г. Свердловск на Уральские курсы усовершенствования офицеров пехоты преподавателем тактики.
В 1946 году переехал в Алма-Ату, работал на киностудии «Казахфильм».
В 1947 г. художник был приглашён в издательство «Казучпедгиз», где иллюстрировал учебники, буквари и детские книги.
С 1955 по 1962 г. работал главным художественным редактором в издательстве художественной литературы «Казгослитиздат» (ныне «Жазушы»).
С 1959 года член Союза художников СССР. С 1962 по 1965 год — председатель правления Союза художников Казахстана, с 1965 по 1972 год — заместитель председателя; с 1970 года председатель секции графики.
Работал в области эстампа, книжной графики в технике линогравюры, офорта, станкового рисунка (уголь, пастель, графитный карандаш и другие). Автор графических серий, посвящённых героическому прошлому Казахстана, трудовой героике современности: серии «Целина» (1962), «Люди, будьте бдительны!» (1964—1985), линогравюра; триптих «Целина» (1979), серия «Рождение республики» (1980—84), цветной офорт; портреты героев Великой Отечественной войны (М. Ж. Маметова, И. В. Панфилов и других), ал-Фараби, Абилхаира, Кенесары, Абая, М. Ауэзова и других. В своём творчестве бывший фронтовик часто обращался к военной теме серии линогравюр «Люди, будьте бдительны!» (1960), «Мы были рядом» (1980), триптих «Баллада о панфиловцах» (1985).
Работы Гаева экспонировались на многочисленных республиканских и зарубежных художественных выставках. Его произведения хранятся в Третьяковской галерее (Москва), Музее искусств народов Востока (г. Москва), Музее искусств в Милане (Италия), Государственном музее искусств Казахстана им. А. Кастеева.
Николай Степанович Гаев умер 17 декабря 2001 года в городе Алма-Ате Республики Казахстан.

## Награды и звания
- Орден Отечественной войны I степени (23 декабря 1985)[3]
- Народный художник Казахской ССР (1980)
- Медаль «За трудовую доблесть» (1976)
- Заслуженный деятель искусств Казахской ССР (1963)
- Медаль «За трудовое отличие» (3 января 1959) — за выдающиеся заслуги в развитии казахского искусства и литературы и в связи с декадой казахского искусства и литературы в гор. Москве
- Орден Отечественной войны II степени (29 июня 1945)[4]